# Victoria Rixer

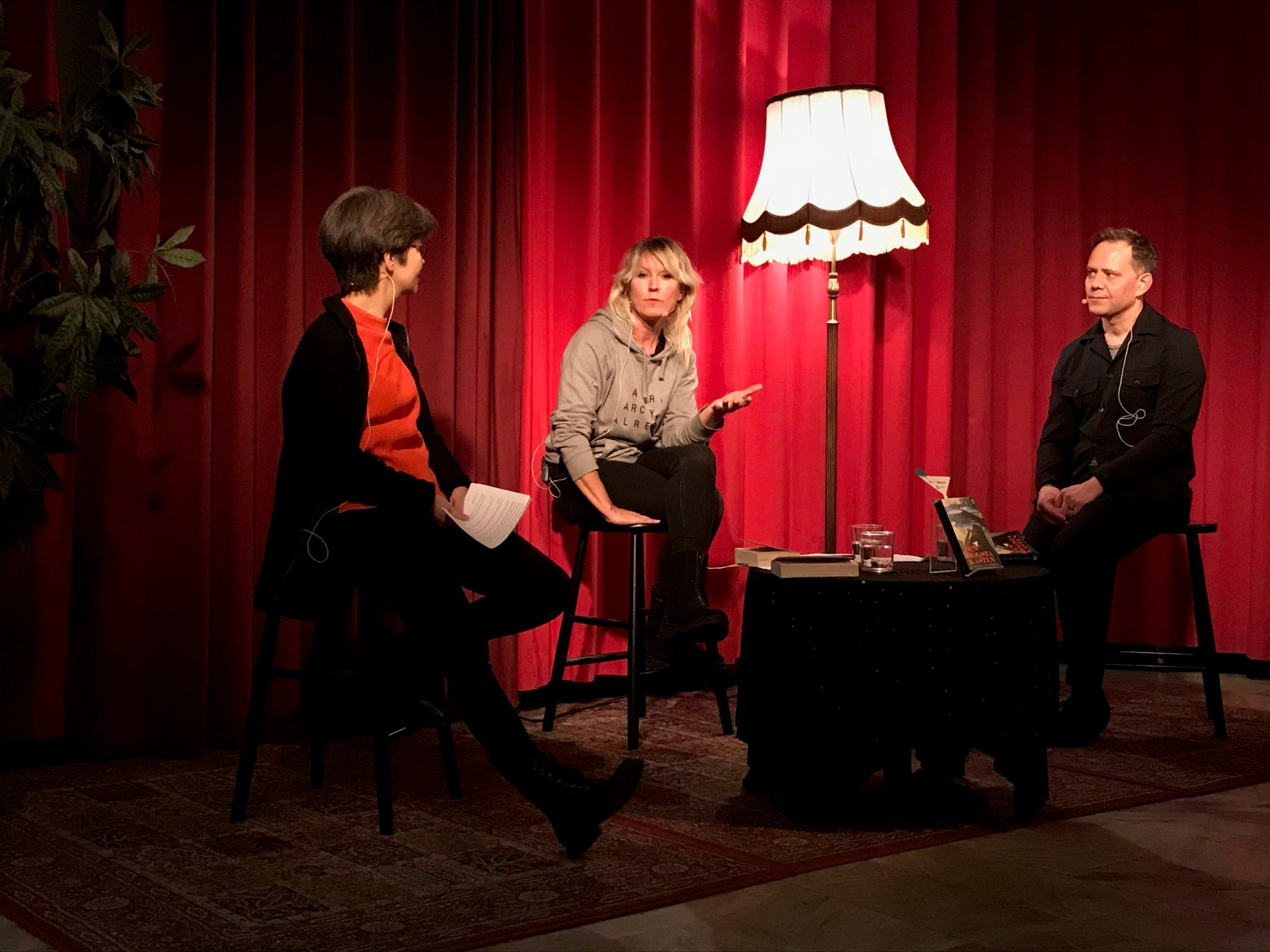
Yukiko Duke, Victoria Rixer och Mats Jonsson på Fanfaren i Farsta i samband med Författarcentrums läsfrämjande projekt Stockholm läser (2020).

Victoria Rixer, född 31 augusti 1974 i Uppsala, är en svensk journalist, programledare och författare. Hon har sverigefinskt påbrå och är uppvuxen i Karlstad.
Victoria Rixer är programledare för Finnjävlarpodden i Sveriges Radio och frilansar med arbetskooperativet Kapsylen som bas. Hon har medverkat i publikationer som Arbetaren, Bang, Feministiskt Perspektiv och Brand, och varit verksam som översättare, redaktör, koordinator och projektledare i organisationer som Nyhetsbyrån IPS, mediekooperativet Fria Tidningar, Kontext Press och Coompanion. 
Hon romandebuterade år 2018 med boken Kriget, pappa på Verbal förlag och har medverkat i ett antal antologier, däribland Finnjävlar (2016, ny utgåva 2020) och Fanzinerad (2005).
Victoria Rixer har en examen i litteraturvetenskap från Stockholms universitet och har studerat litterär gestaltning vid Konstfack samt essäistik och kritik vid Biskops Arnös Författarskola.
Sedan år 2007 driver hon kulturkaféet Torpet i Orhem.